# Письмо группы советских писателей о Солженицыне и Сахарове
Письмо́ в реда́кцию газе́ты «Пра́вда» — открытое письмо группы известных советских писателей в связи с «антисоветскими действиями и выступлениями А. И. Солженицына и А. Д. Сахарова». Опубликовано в газете «Правда» 31 августа 1973 года.

## Текст письма
Уважаемый товарищ редактор!
Прочитав опубликованное в вашей газете письмо членов Академии наук СССР относительно поведения академика Сахарова, порочащего честь и достоинство советского учёного, мы считаем своим долгом выразить полное согласие с позицией авторов письма.
Советские писатели всегда вместе со своим народом и Коммунистической партией боролись за высокие идеалы коммунизма, за мир и дружбу между народами. Эта борьба — веление сердца всей художественной интеллигенции нашей страны. В нынешний исторический момент, когда происходят благотворные перемены в политическом климате планеты, поведение таких людей, как Сахаров и Солженицын, клевещущих на наш государственный и общественный строй, пытающихся породить недоверие к миролюбивой политике Советского государства и по существу призывающих Запад продолжать политику «холодной войны», не может вызвать никаких других чувств, кроме глубокого презрения и осуждения.

## Письмо подписали
1. Чингиз Айтматов
2. Юрий Бондарев
3. Василь Быков
4. Расул Гамзатов
5. Олесь Гончар
6. Николай Грибачёв
7. Сергей Залыгин
8. Валентин Катаев
9. Алим Кешоков
10. Вадим Кожевников
11. Михаил Луконин
12. Георгий Марков
13. Иван Мележ
14. Сергей Михалков
15. Сергей Наровчатов
16. Виталий Озеров
17. Борис Полевой
18. Афанасий Салынский
19. Сергей Сартаков
20. Константин Симонов
21. Сергей Смирнов
22. Анатолий Софронов
23. Михаил Стельмах
24. Алексей Сурков
25. Николай Тихонов
26. Мирзо Турсун-заде
27. Константин Федин
28. Николай Федоренко
29. Александр Чаковский
30. Михаил Шолохов
31. Степан Щипачёв

## Прочие сведения
Василь Быков в вышедшей после распада СССР автобиографии «Долгая дорога домой» утверждает, что не давал согласия на появление своей подписи под письмом, однако в день подписания письмо было прочитано в программе «Время», где Быков был назван среди подписавшихся.
О несогласии Василя Быкова подписывать письмо, опубликованное в «Правде», свидетельствует также писатель Игорь Золотусский в документальном фильме о Быкове.
Сын Михаила Луконина в воспоминаниях об отце тоже оспаривает добровольное участие отца в этом подписании.